# Márton Juhász
Márton Juhász (* 4. Dezember 1987 in Debrecen) ist ein ungarischer Jazzmusiker (Schlagzeug, Komposition).

## Wirken
Juhász studierte zunächst 2006 an der Drumtech in London. Seit 2007 studierte er am Berklee College of Music in Boston, wo er 2011 mit Bestnote abschloss.
Nach seiner Rückkehr aus den Vereinigten Staaten im Jahr 2012 war Juhász in Europa tätig. Er gehörte zum Trio von Alan Benzie, mit dem seit 2015 zwei Alben entstanden, und seit 2013 auch zum Trio von Kristóf Bacsó. Weiterhin arbeitete er mit Musikern wie Gilad Hekselman, Byron Wallen, Domenic Landolf, Arne Huber, Nikki Iles, Josephine Davies, Peter King, Béla Szakcsi Lakatos oder Róbert Szakcsi Lakatos. 2017 wurde er in Basel Schlagzeuger des Focusyear Ensembles unter der Leitung von Wolfgang Muthspiel.
2018 veröffentlichte Juhász mit Discovery sein Debütalbum als Bandleader. Weiter ist er an Alben des Moeckel Schürmann Quartets (Esmirallda), Salome Moana (Delicate) und Christian Muthspiels Orjazztra Vienna (Homecoming Live) beteiligt.

## Preise und Auszeichnungen
Juhász erhielt während seines Studiums mehrfach Preise. 2014 und 2015 wurde er bei der Online-Leserwahl des ungarischen Magazins JazzMa zum Schlagzeuger des Jahres gewählt. 2017 wurde Pannon Blue mit Lionel Loueke bei den Gramofon Awards als bestes ungarisches Jazzalbum ausgezeichnet.

## Diskographische Hinweise
- Focusyear Band 2018: After This (Neuklang 2018, mit Yumi Ito, Sergio Wagner, Paco Andreo, Enrique Oliver, Szymon Mika, Olga Konkova, Danny Ziemann)
- Perico Sambeat | Yuri Storione | Stephan Kurmann | Marton Juhasz: Where Do We Start (Sedajazz Records 2019)
- Jorge Rossy, Sergio Wagner, Danny Ziemann, Marton Juhasz: Luna (Fresh Sound 2020)
- Metropolis (Unit Records 2025)[3]